# 奥津村 (愛知県)
奥津村（おくつむら）は、かつて愛知県幡豆郡にあった村である。
現在の西尾市の一部（住崎・住崎町・羽塚町・上矢田町・下矢田町・富山町・新在家町・国森町など）に該当する。

## 歴史
- 1876年（明治9年） - 羽塚新田と羽塚村が合併し、羽塚村となる。
- 1878年（明治11年） - 山田村、富尾村が合併し、富山村となる。
- 1889年（明治22年）10月1日 - 富山村、上矢田村、羽塚村、下矢田村、住崎村、新在家村、国森村が合併し、奥津村が発足。
- 1893年（明治26年）10月9日 - 寺津村の一部（大字徳永）を編入する。
- 1906年（明治39年）5月1日 -
  - 奥津村の大部分（山田・富山・上矢田・羽塚・下矢田・国森・新在家・徳永）は、平坂村、中畑村、及び西野町村の一部（田貫）と合併し、平坂村が発足。同日奥津村は廃止。
  - 奥津村の一部（住崎）は、西尾町、西野町村（上町・下町・小間・法光寺）、大宝村の一部[1]と合併し、西尾町が発足。
- 1953年（昭和28年）12月15日 - 西尾町と平坂町の一部（田貫、中畑、国森、新在家）が合併し市制施行。西尾市となる。